# Jonathan Duarte
Jonathan Duarte (El Socorro, Santander, Colombia; 25 de mayo de 1997) es un futbolista colombiano que juega de mediocampista y su equipo actual es el FC Ararat-Armenia de la Liga Premier de Armenia.

## Clubes
| Club              | País     | Año           |
| ----------------- | -------- | ------------- |
| Real Santander    | Colombia | 2017-2020     |
| Orsomarso         | Colombia | 2021          |
| FC Ararat-Armenia | Armenia  | 2022-presente |